# Das Geständnis der Drei
Das Geständnis der Drei ist ein deutsches Stummfilmdrama aus dem Jahre 1928 von James Bauer mit Hertha von Walther und Olaf Fjord in den Hauptrollen. Paul Rosenhayn schrieb das Drehbuch nach seiner eigenen Novelle Der Mord am Karlsbad.

## Handlung
Hertha von Valentini hat ihren Gatten, einen Baron, zwar aus Liebe geheiratet, bereut aber diese Entscheidung schon nach kurzer Zeit. Denn der Ehemann der gefeierten Konzertsängerin ist brutal egoistisch, ein haltloser Spieler, und er misshandelt sie. Als er eines Tages Wechsel fälscht – mit ihrer kopierten Unterschrift – ist das Maß voll: Denn er verlangt von Hertha, den ihn wegen ausstehender Geldzahlungen unter Druck setzenden Gläubiger Galanda zu becircen und ihm sexuell zu Willen zu sein, um dadurch wenigstens einen Zahlungsaufschub zu erwirken. Ehe es zum Äußersten kommen kann, läuft sie vor dem schmierigen Wucherer davon. Als Hertha abends wieder heimkehrt, ist die Polizei in der Wohnung: Man hat ihren zügellosen, amoralischen Gatten erstochen in beider Domizil aufgefunden!
In dieser schweren Zeit stehen Hertha zwei Männer zur Seite, die beide ein Auge auf sie geworfen haben: Der junge Bob und sein älterer Bruder Rechtsanwalt Dr. Fritz Kerkhoff. Während Bob ihr zu jugendlich-verspielt erscheint, nimmt Hertha die Zuneigung des deutlich reiferen und erwachseneren Anwalts ernster. Der bringt sie und Bruder Bob erst einmal zu seiner Mutter nach Hamburg, wo Hertha Abstand zu den Geschehnissen der letzten Zeit gewinnen soll. Gerade diese überstürzte Abreise, die auf die Polizei wie eine Flucht wirken muss, macht Hertha und die beiden Männer verdächtig, am Tod des Barons Verantwortung zu tragen: Man sieht diese „Flucht“ quasi als „Geständnis der Drei“ an. Indizien untermauern diesen Verdacht. 
Da Rechtsanwalt Kerkhoff allmählich ebenfalls der Glaube überkommt, Hertha könnte tatsächlich ihren Gatten umgebracht haben, stellt er sich aus Liebe zu ihr vor sie und behauptet gegenüber der Polizei, er sei der Täter gewesen. Hertha wiederum, die natürlich weiß, dass sie unschuldig ist, behauptet nun dasselbe von sich, um wiederum denjenigen Mann, den sie von Mal zu Mal mehr zu lieben beginnt, vor dem Galgen zu retten. Umso überraschender kommt das Geständnis des Dritten im Bunde, des blutjungen Bob, dass nur er diese Bluttat begangen habe. Es stellt sich heraus, dass er es tatsächlich gewesen ist. Bob brachte den Baron um, um Hertha endlich von dessen Tyrannei zu befreien.

## Produktionsnotizen
Das Geständnis der Drei entstand in der zweiten Jahreshälfte 1928, passierte die Filmzensur am 22. Oktober desselben Jahres und wurde am 8. Februar 1929 in Berlins Alhambra-Kino uraufgeführt. Der mit Jugendverbot belegte Sechsakter besaß eine Länge von 2228 Meter. 
Robert A. Dietrich gestaltete die Filmbauten, Karl Ehrlich war Aufnahmeleiter.

## Kritiken
Das Kino-Journal befand: „Ein außerordentlich geschickt geschürzter Konflikt wirkt mit intensiver Spannung auf das Publikum, indem es bis zum letzten Augenblick kein klares Bild über die Person des wahren Schuldigen zuläßt. Immer wieder tauchen neue Vermutungen, andere Möglichkeiten auf. Auf diese Weise wird das Interesse an dem psychologisch vertieften dramatischen Geschehen immer mehr gesteigert. (…) Ohne Pathos, ohne Sentimentalität.“
Das Salzburger Volksblatt lobte: „Ein Kriminal-Drama, dessen Handlung eine vorzügliche Inszenierung erkennen läßt und das Interesse der Zuschauer bis ans Ende zu bannen vermag. Die Darsteller selbst bieten ein sehr glaubwürdiges Spiel, seelische Konflikte und Leidenschaften, die zur Komplizierung des rätselhaften Tatbestandes beitragen, sind gut wiedergegeben.“.